# Mitoyo (Kagawa)
Mitoyo (三豊市 Mitoyo-shi?) es una ciudad localizada en la prefectura de Kagawa, Japón. En octubre de 2019 tenía una población estimada de 62.663 habitantes y una densidad de población de 281 personas por km². Su área total es de 222,73 km².

## Geografía

### Localidades circundantes
- Prefectura de Kagawa
  - Kan'onji
  - Kotohira
  - Mannō
  - Tadotsu
  - Zentsūji
- Prefectura de Tokushima
  - Higashimiyoshi
  - Miyoshi

## Demografía
Según los datos del censo japonés, esta es la población de Mitoyo en los últimos años.
| 1995   | 2000   | 2005   | 2010   | 2015   |
| ------ | ------ | ------ | ------ | ------ |
| 75.845 | 73.494 | 71.180 | 68.512 | 65.524 |

## Relaciones internacionales

### Ciudades hermanadas
- Hapcheon-gun, Corea del Sur – desde el 13 de julio de 2007
- Condado de Sanyuan, China – desde el 13 de enero de 2009